# Editoriales cartoneras

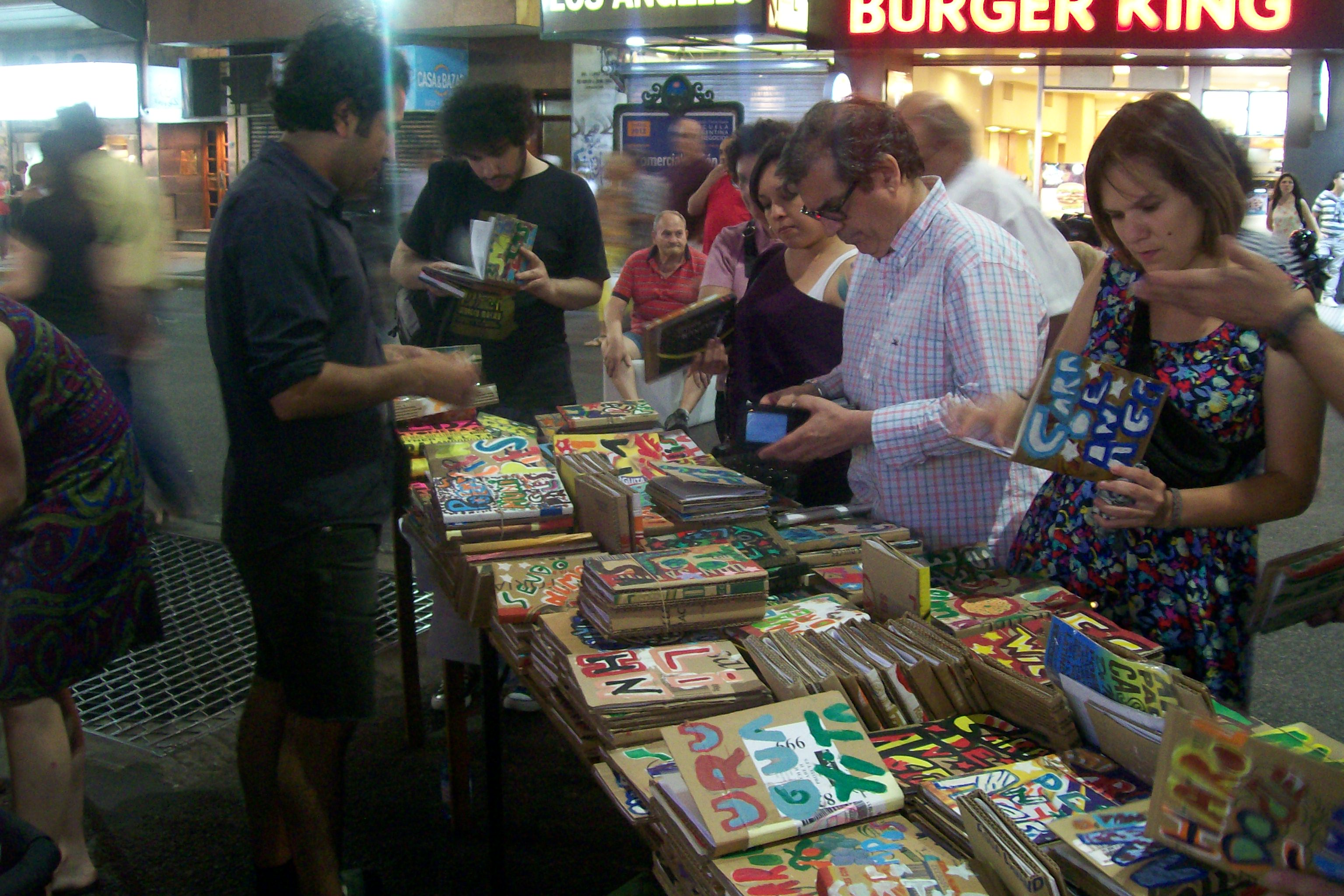
Libros de Eloísa Cartonera.

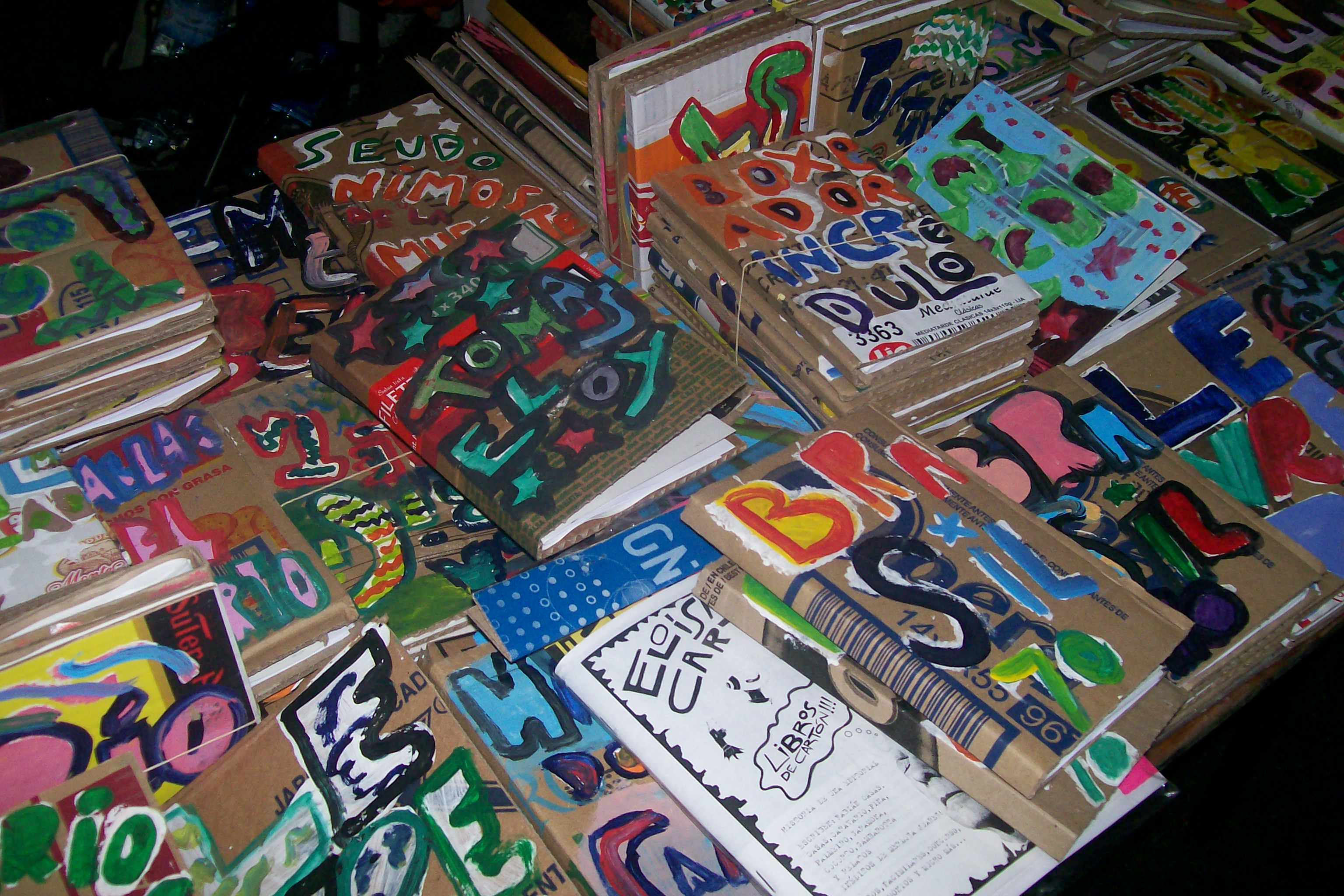
Libros de Eloísa Cartonera.

Las editoriales cartoneras son una tendencia dentro de algunas editoriales alternativas por sus temáticas y uso de materiales para la publicación. El rasgo principal de los libros cartoneros es que son fabricados de forma artesanal, generalmente con cubiertas de cartón reciclado. En la mayoría de los casos los interiores son impresos a la manera tradicional o fotocopiados, aunque también se utilizan diversos materiales recuperados o papelería de descarte. Las cubiertas y los elementos decorativos que incluyen se fabrican de modo individual para cada ejemplar, convirtiéndolo en un producto único.

## Antecedentes

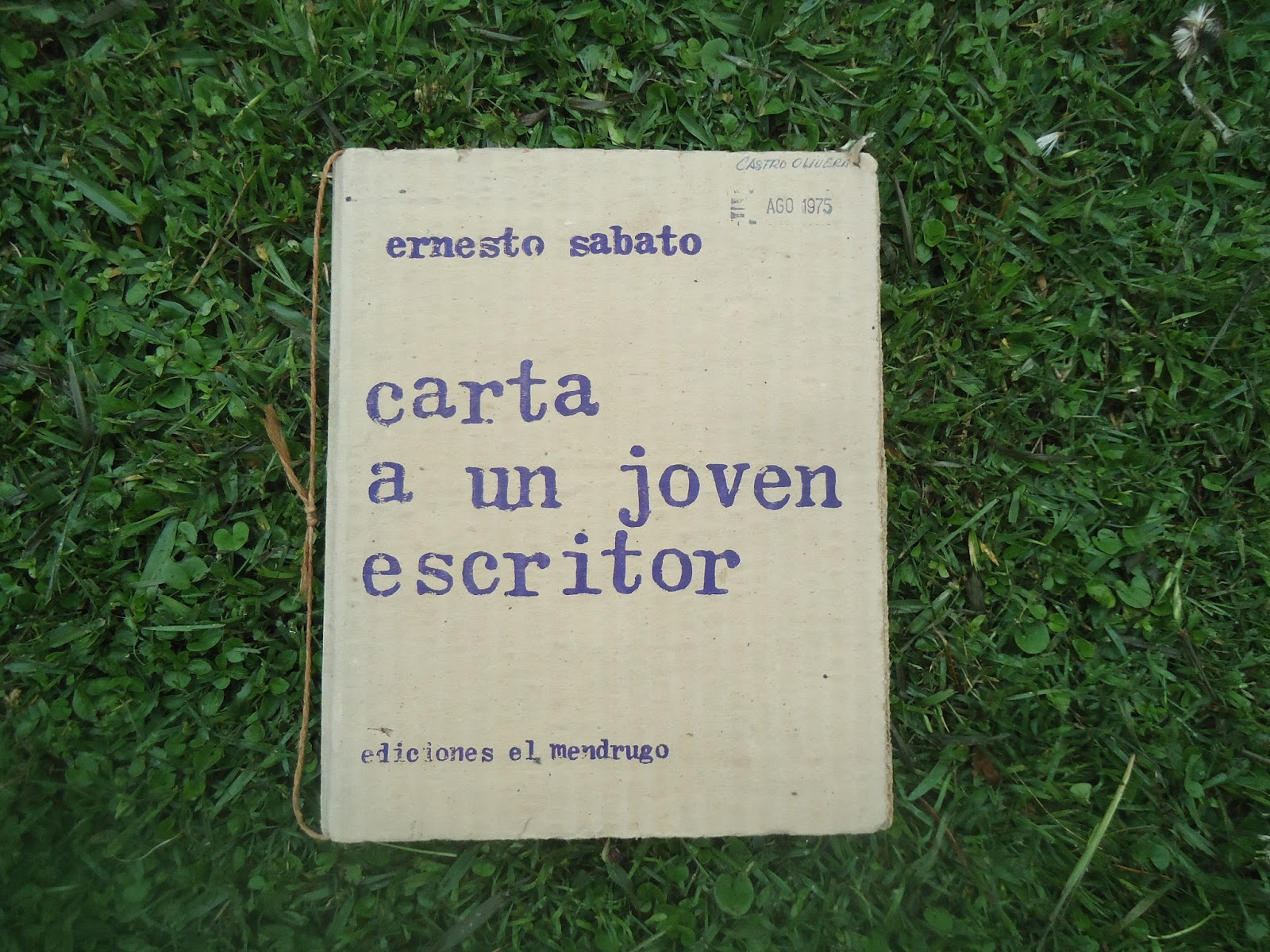
Ejemplar de Ediciones El Mendrugo de 1975

Existe un consenso académico que establece la aparición de las editoriales cartoneras en 2003, con la creación de Eloísa Cartonera en Buenos Aires, y su posterior y paulatina expansión por Latinoamérica y el resto del mundo. Sin embargo, hay constancia documentada de otros proyectos que ya trabajaban con  materiales alternativos en décadas anteriores, si bien se trataba de casos aislados y no de una corriente de iniciativas editoriales formalmente establecida. Por ejemplo, la idea de realizar tapas de libros con cartón encuentra sus precursores en la edición de Los poemas de Sydney West por Juan Gelman, que la editorial Galerna (Buenos Aires) publicó en 1969. Un caso testigo es el de Ediciones El Mendrugo (1973-1978), editorial fundada en México por la poeta argentina Elena Jordana. Otro caso es el del poeta y narrador paraguayo Carlos Martínez Gamba, quien publicó en el año 1971 lo que se entiende como el primer cuento paraguayo en lengua guaraní, escrito e impreso en forma artesanal, con tapas del libro hechas de cartones de embalaje. También durante la década del setenta, la Editorial Papeles de Buenos Aires, del poeta y editor Roberto Jorge Santoro experimentó con distintos materiales, como cajas de cartón y carpetas de cartulina (como en la Colección La Pluma y la Palabra, entre 1974 y 1977). Experiencias similares se dieron en Chiapas (Taller Leñateros, durante los años 70), Chile (con la publicación en 1983 de Bobby Sands desfallece en el muro, primer libro de Carmen Berenger), Cuba (Ediciones Vigía, durante los años 80) y Colombia (Editorial Embalaje, durante los años 90). En Venezuela ya existían al menos dos: La espada rota, radicada en Caracas, y Colecciones Clandestinas, que operaba desde Maracaibo. Ambas comenzaron sus tareas a finales de los años setenta y durante las décadas de los ochenta y noventa del siglo XX. Uno de los títulos cartoneros más antiguos de que se tiene constancia es Soledumbre (1978) del poeta venezolano Chevige Guayke.

## Funcionamiento
Aunque cada una de ellas funciona de manera autónoma y tiene sus propias singularidades, las editoriales cartoneras se caracterizan por el tipo de libros que publican, por emplear formatos artesanales, por buscar la relativa independencia de los libros y por su interés expansivo.
También existe una experiencia creada por las escritoras privadas de su libertad, Liliana Cabrera y María Silvina Prieto, Ediciones Me muero muerta, en la U31 de Ezeiza, editorial cartonera y de soportes no convencionales que funciona dentro de un penal de mujeres, dedicadas no solamente al rubro de libros cartoneros, sino también otros proyectos multimedia. Un proyecto similar, Canita Cartonera-Poesía carcelaria de máxima seguridad, existe en el norte de Chile desde el 2009.
Otra cartonera que se desarrolla en prisión la podemos encontrar en Segovia (España), se trata de Aida Cartonera, que trabaja, desde principios de 2013 con los internos del Proyecto Loyola para drogodependientes en el Centro Penitenciario de Segovia.

## Cartoneras en el mundo

### Argentina
- Barcoborracho Ediciones
- Cartonerita Solara
- Cieneguita Cartonera
- Eloisa Cartonera fue fundada en 2003 por un grupo de artistas y escritores. La cartonera fundadora del movimiento, Eloisa continua su trabajo de publicación con un catálogo con más de 100 títulos.
- La Sofia Cartonera (Córdoba)
- Ñasaindy Cartonera
- Textos de Cartón] (Córdoba)
- Casimiro Bigua Cartonera (Puerto Madryn-Chubut)
- 6 Puntitos Cartonera Braille (Puerto Madryn-Chubut)
- Vera Cartonera (Ciudad de Santa Fe)

### Alemania
- PapperLaPapp

### Bolivia
- Madragora Cartonera fundada en 2004 por I. Aruzamen, profesor de Literatura y Filosofía en la Universidad Católica de Cochabamba. Es un proyecto editorial sin fines de lucro, que lucha contra la deshumanización del neoliberalismo. Publica autores bolivianos y latinoamericanos.
- Nicotina Cartonera
- Yerba Mala Cartonera fue fundada en 2006 por Darío Luna, Crispín Portugal y Roberto Cáceres. El nombre de la cartonera remite a la persistencia en diseminar literatura boliviana innovadora, al tiempo que se lucha contra el analfabetismo en Bolivia.

### Brasil
- Dulcineia Catadora fue fundada en 2007 por la escultora Lúcia Rosa. Desde su concepción, Dulcinéia se caracteriza por su fuerte relación con el [Movimento Nacional dos Catadores de Materiais Recicláveis, que trabaja de cerca con las cooperativas formadas por cartoneros para proteger sus derechos. Rosa estableció relación con Cooperglicério, la organización que supervisa cuarenta y cinco cooperativas de reciclaje en la región de Glicério (San Pablo). Dulcinéia Catadora realiza talleres los fines de semana en los centros de basura y reciclaje de San Pablo, donde los cartoneros colaboran en la fabricación de libros, dentro de la cooperación entre Dulcinéia y Cooperglicério. Los libros son vendidos en el centro de la ciudad por los miembros de Dulcinéia, realizando intervenciones, por ejemplo, mediante el uso de vestidos de cartón y el recitado de poesía a través de megáfonos.
- Estrela Cartonera fue fundada en 2013 en Santa Maria, Rio Grande do Sul, por los poetas Odemir Tex Jr y Uiliam Ferreira Boff, y los sociólogos Julio Souto y Diego Marafiga (además de muchos otros amigos). El primer libro publicado fue Para uma nova didáctica do olhar (poesía), de Odemir Tex, para el que se utilizó una técnica mixta de collage sobre el cartón reutilizado, incluyendo tejidos, recortes de prensa y cómic, fotografías de revista, o dibujos originales de diversos artistas. Estrela Cartonera está en contacto con otras cartoneras de Brasil, Paraguay y Argentina, y todavía está trabajando en su crecimiento progresivo.
- Katarina Katadora es una cartonera fundada en 2008 en Florianópolis, por el estudiante de literatura Evandro Rodrigues. Katarina Kartonera colabora extensivamente con Yiyi Jambo Cartonera (Paraguay) y, por esta razón, centra su publicación en lenguajes híbridos y literatura indígena.
- Malha Fina Cartonera es una cartonera fundada en 2015 en São Paulo, a través del Programa Unificado de Bolsas da la Universidade de São Paulo. El proyecto es coordinado por Idalia Morejón Arnaiz e Tatiana Lima Faria.
- Severina Catadora fue fundada en 2012 por la cooperativa de cartoneras ASNOV y el grupo de escritores u-Carbureto, en la ciudad de Garanhuns, Pernambuco. El grupo se fundó a partir de un taller ofrecido por Lúcia Rosa, de Dulcineia Catadora, durante el Festival de Invierno de Garanhuns. En 2013 participaron del I Encuentro de Literatura Cartonera, del cual participaron también Washington Cucurto (Eloísa Cartonera), Juan Malebrán (Canita Cartonera), Daniela Elías (Babel Cartonera), Nicolas Duracka e Andreia Joana Silva (Cephisa Cartonera) y Amandine Cholez (representando a Yiyi Jambo Cartonera). Publican esencialmente escritores pernambucanos.
- Ganesha Cartonera fue fundada  en 2018 por el profesor Ary Pimentel y se aloja en dos favelas de Río de Janeiro. Con inspiración en la experiencia de Eloísa Cartonera, sus publicaciones cartoneras son idealizadas y producidas en Nova Holanda (Favela da Maré) y en el Morro da Babilônia (Leme). Ahí se prepara el contenido de las obras y se confeccionan los libros artesanales con portadas hechas de cartón recogido de las calles. El primer libro publicado fue Cartografias afetivas da Maré. Se dedica a publicar representaciones de territorios periféricos y voces silenciadas de sujetos alterizados del presente y del pasado.

### Chile
- Animita Cartonera]fue fundada en 2005 por Diego Portales, Ximena Ramos, y Tanya Nunez.
- Canita Cartonera Proyecto editorial llevado a cabo en la cárcel de alta de seguridad de la comuna de Alto Hospicio-Región de Tarapacá.
- Cartonera Helecho de...
- Cizarra Cartonera, de Cristina Chain...
- INFR∀CCIÓN ediciones nace el 3 de junio de 2013 en Concepción como proyecto revolucionario literario y social a manos de los escritores Emilio Gita y Pepito Tequila junto a la colaboración de Andrea Aguayo, artista visual, en el diseño de portadas.
- Kiltra Cartonera
- La Gata Viuda Editorial Cartonera (1 de junio de 2013) Proyecto literario nacido como respuesta política a la industria editorial mundial. Su objetivo es promover obras de carácter original. Han publicado seis títulos que incluyen autores de Chile, México y España.
- Nuestra Señora Cartonera
- Olga Cartonera fundada en 2012 por Olga Sotomayor Sánchez. Tiene 24 títulos publicados mayoritariamente poesía, aunque puede encontrar en su catálogo 6 títulos de LIJ, además de cuento y novela corta. Tiene coediciones con La Rueda Cartonera de México, Hturquesa Ediciones de México y Nordeste Cartonero de Brasil. Es parte del Comité Organizador del Encuentro Internacional de Editoriales Cartoneras que se realiza hace 7 años en la Biblioteca de Santiago. La encuentra en Twitter, Facebook y Linkedin
- La Fonola Cartonera. Nace en  agosto de 2013 en Chile. Editorial chilena con catálogo de género. Fomentamos la lectura y la escritura con "Antologías a la carta" y una serie de libros y temáticas diversas. Autores nacionales y extranjeros. Nos encuentras en Twitter, Instagram y Facebook.
- Isidora Cartonera. Fundada en 2012 por Jhon Bacanalés e Ignacio Cuevas.
- Opalina Cartonera. Fundada en 2014 por Macarena Yupanqui y John Bacanalés, esta no sólo hace libros con cartón también con opalina (especie de cartulina) he ahí su nombre.
- JuanitaCartonera, fundada el primero de enero del 2014 por Leticia y Fernanda Sánchez Bustamante.
- La Joyita Cartonera, Fundada en 2014 por las poetas Elizabeth Cárdenas y Teresa Muñoz, que comenzaron en el 2005 con publicaciones más formales como El Ermitaño (Mago Editories) y El Puñal (autopublicación independiente).
- La vieja sapa cartonera. En la web desde 2012. «LA VIEJA SAPA junta cartones para incendiar con sus propios restos el corazón de la época».
- Editorial Cayó La Teja, editorial cartonera que inicia el año 2015; creada por Rodrigo Durán Huidobro; integrando el cómic, las viñetas y las historias ilustradas. Su catálogo cuenta al año 2024 con más de 60 títulos, y sumando nuevas publicaciones año a año. Considerada la primera editorial cartonera chilena que integra el dibujo, el cómic, y la ilustración en sus contenidos, algunos de sus títulos han integrado muestras en diversos países como Brasil y Estados Unidos, entre otros.

### Colombia
- Amapola Cartonera - Bogotá
- La Maestra Cartonera- Bogotá
- Del Ahogado el Sombrero - Cali
- Azafrán Cartonera - Bogotá
- La Pola Cartonera - Bogotá
- Ediciones La Sociedad Perdida - Pasto
- Estalla Cartonera

### Ecuador
- Dadaif Cartonera
- Camareta Cartonera
- Murcielagario Kartonera-fundada en Quito, año 2009. Dirigida por el poeta Agustín Guambo.
- Ninacuro Cartonera - fundada en Cuenca a principios del 2013.
- Matapalo Cartonera fue fundada en 2009 en Riobamba.
- Mandrágora Colectivo Cartonera - fundada en Piñas, El Oro en el año 2014.

### El Salvador
- La Cabuda Cartonera: Nació en San Salvador El Salvador en febrero de 2009 y su lanzamiento fue el 7 de abril de 2009, hasta la fecha lleva 37 títulos publicados, destacan entre muchos, autores como Ricardo Castrorrivas, Julo Iraheta Santos, Rafael Mendoza, Luis Melgar Brizuelas, todos del grupo Literarario "Piedra y Siglo", del taller literario "Xibalbá" Otoniel Guevara, Silvia Elena Regalado, Luis Alvarenga y Rafael Herrera. También cuentan con plumas como la de Aída Párraga, Néstor Duran, Manolo Flores, Pablo Benítez, Silvia Matus, Marisol Briones. Es importante mencionar la colaboración de Pepa Ortiz (España)David Robinsson (Panamá) Ricardo Daniel Piña (Argentina) y Jorge Boccanera (Argentina)

- Pirata Cartonera.
- Chispas Cartonera del Centro Cultural de España en El Salvador.

### Estados Unidos
- Cardboard House Press, Cardboard House Press es una editorial bilingüe dedicada a la producción de publicaciones y al incremento del acceso a la literatura y el arte mundial para los lectores en inglés y español. Más información en: www.cardboardhousepress.org

### Finlandia
- Karu Kartonera, fundada en 2012 en Helsinki por la poeta peruana Roxana Crisólogo y Johanna Suhonen. Actualmente el diseño y edición de sus libros es realizado por el poeta y diseñador mexicano Daniel Malpica. Las ediciones cartoneras han recibido buena crítica en la prensa Finlandesa.[9]

### Francia
- Sin Licencia Editorial Cartonera, París. Fundada originalmente en Uruguay 2009 por Julio Rivero Ooijer.
- Cephisa Cartonera, fundada en abril de 2011 en Clermont-Ferrand.
- Kartocéros Editions, fundada en enero de 2015 para suceder Cephisa Cartonera en Clermont-Ferrand.
- La Guêpe Cartonnière
- La Marge  fundada en 2013 en Angers[10]
- Travesías - La Casa de cartón (Rennes et Relecq Kerhuon)'
- Yvonne Cartonera
- Les chiens de la casse éditions, fundada en 2015 en París 18ème

### España
- Meninas Cartoneras, fundada 2009 en Madrid www.meninascartoneras.com
- La Veronica Cartonera, fundada en 2013, en Barcelona, ha facilitado el primer encuentro de Editoriales Cartoneras en Europa Sin animo de lucro, convoca anualmente el Premio de Novela Corta y publica poesía, prosa y ensayo. Su promotora es la periodista Anna González Batlle
- Pensaré Cartoneras
- Casamanita Cartoneira
- Cartonerita Ninabonita
- Nomelibro Nilointento Cartonera www.nomelibro.com
- Cartopiés Cartonera, fundada en el año 2010 por el grupo de arte callejero Artefacto, en el Centro Cultural Oeste Celeste de Lavapiés en Madrid. La iniciativa fue del poeta y artista multidisciplinar Luis Carmona Horta (Nataraj Noche Entonada) tras publicar con la Cartonera de Cuernavaca en México. Su padre, José Antonio Carmona, les enseñó a encuadernar. Desde entonces han sacado más de cien títulos y se han establecido en Lavapiés, Málaga, Ojén, Lima, Río de Janeiro, y actualmente residen en las montañas de Gredos. Blog de Cartopies
- Meninas Cartoneras
- Ediciones Karakarton
- Llibres de Cartró
- Ultramarina Cartonera & Digital
- Aida Cartonera
- Cartonera island Canarias
- Cartonera del escorpión azul
- Princesa Cartonera[11] de la Agencia Española de Cooperación Internacional para el Desarrollo

### Guatemala
- Taller Artesanal Bizarro
- Cartonera de la Abuela
- Cartonera Maximon
- Editorial Alambique
- Proyecto editorial Los zopilotes

### Guinea Ecuatorial

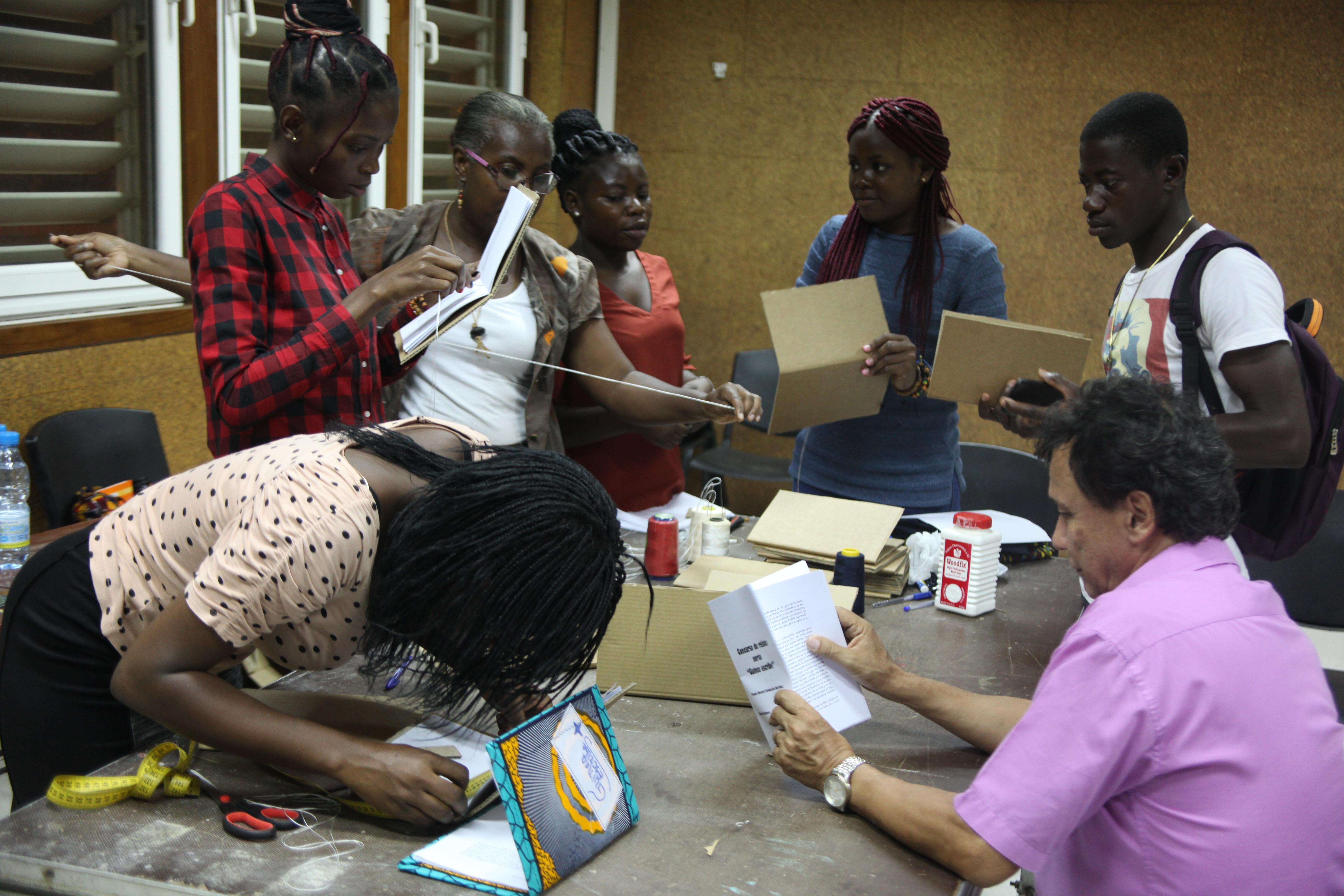
Taller de editoriales cartoneras en el Centro Cultural de España en Malabo. Colectivo de mujeres artesanas.

- Centro Cultural de España en Malabo y Centro Cultural de España en Bata con -entre otros- la serie editorial Guinea Escribe[12] y Atanga[13], impulsados por Araceli García, directora de la Biblioteca de la Cooperación Española.

### México
- Jacalera Cartonera
- Cartopirata
- 2.0.1.2 Editorial
- Bakcheia Cartonera
- Carton-ERA
- Cartonera la Cecilia
- Cartonera Hortera
- Casamanita Cartonera
- Cohuiná Cartonera
- Editorial El Pato con Canclas
- Kodama Cartonera
- Tegus, la Cartonera del Toro
- La Cabuda Cartonera
- La Cartonera (conocida en Facebook como La Cartonera Cuernavaca, es la primera cartonera de México, fundada en 2008)
- La Cleta Cartonera
- La Ratona Cartonera
- La Regia Cartonera
- La Rueda Cartonera
- La Verdura Cartonera
- Letras de maíz o los textos del Echerendo
- Mama Dolores Cartonera
- Nuestro Grito Cartonero
- Pachuk´ Cartonera A.C.
- Plástica Cartonera, Fundada en 2011, en Saltillo, Coahuila. Dedicada exclusivamente a las artes plásticas.
- Regia Cartonera
- Santa Muerte Cartonera
- Shula Cartonera Editorial Artesanal Alternativa, edición, publicación y promoción literaria del Norte de México.
- La Biznaga Cartonera:

### Mozambique
- Kutsemba Cartão
- Livaningo, cartão d’arte

### Panamá
- Ediciones Pelo Malo

### Paraguay
- Felicita Cartonera
- Mamacha Cartonera
- Mburukujarami Kartonera
- Yiyi Jambo Cartonera

### Perú
- Eqquss Editorial Cartonera
- Amaru Cartonera
- My Lourdes Cartonera
- Qinti Qartunira
- Sarita Cartonera
- Cartonazo Editores. Editorial cartonera en la que participan alumnos de la Facultad de Letras y Ciencias Humanas de la Universidad Nacional Mayor de San Marcos (Lima). Hasta el momento lleva editando tres publicaciones.
- Viringo Cartonero
- Efraín y Enrique Editores Cartoneros
- Chuskapalavra "Editorial cartonera formada por alumnos y maestros de la asociación educativa Árbol de Sueños
- La Ingeniosa Cartonera Editorial cartonera del Colegio José Antonio Encinas (JAE) conformada en el año 2013 como parte de un proyecto de comprensión lectora.
- Trotamundos en la Escuela Es un libro cartonero elaborado el año 2015 en el Taller Lúdido de Lectura y Escritura, dictado por el escritor Santiago Risso en la institución educativa particular Santo Domingo, el Apóstol, del distrito de San Miguel, Lima. Fue "publicado" por Alejo Ediciones, con un "tiraje" de 100 ejemplares, cuyas carátulas fueron dibujadas y pintadas por los propios alumnos de primaria y secundaria del taller. Y presentados en la 20 Feria Internacional del Libro de Lima, así como en ferias escolares y municipales de libros.
- Lumpérica Cartonera. Proyecto editorial artesanal de poesía. Organiza talleres de poesía, lectura y encuadernación. Este año(2019) está realizando un concurso de poesía latinoamericana; Cartografía poética (Perú, Chile, Bolivia, Argentina y México) que busca la difusión y consolidación de las voces emergentes en nuestro país como en el de los autores. Para revisar las bases y catálogo de publicaciones nuestra página es: www.lumpericaeditorial.wordpress.com en Facebook: Lumpérica Cartonera
- Ucumari Cartonera[14]

### Puerto Rico
- Atarraya Cartonera
- Mambrú Editorial Cartonera
- Coqui Cartonero https://www.facebook.com/profile.php?id=100010040351112
- Editorial Rincon Cartonero & Digital https://www.facebook.com/EditorialRinconCartonero

### República Dominicana
- Luzazul Cartonera (nunca publicó libro alguno)

### Uruguay
- La Propia Cartonera
- SinLicencia Editorial

### Venezuela
- La editoriales La Espada Rota, en Caracas, y las Colecciones Clandestinas, en Maracaibo, comenzaron sus actividades entre las décadas de los 70 y 90 del siglo XX.
- Ediciones Dirtsa Cartonera C.A. ubicada en Maracay-Venezuela, fundada por la escritora Astrid Salazar el 8 de enero de 2014, es una editorial, con visión ecológica y artesanal, que utiliza Tapas de Cartón reciclado, para la elaboración de sus libros. Bajo una gestión autónoma y sello "hecho a mano", tiene como misión elaborar desde la imperfección libros y demás publicaciones posibles.
- HarKâlÿa Kartonera
- Améfrica Cartonera ubicada en Caracas-Venezuela. Améfrica Cartonera es un proyecto editorial alternativo que inicia su trabajo en septiembre del año 2013 con la confección de su primer libro ¨De Sombras a Luces... desde la hiel¨de la autora Yamila Álvarez quien tras intentos por publicar un corto tiraje de su libro de poesías y no poder hacerlo por los costos elevados para hacerlo, descubrió que podía realizarlo de manera autónoma